# Emmett Tinley
Emmett Tinley est un compositeur-interprète multi-instrumentiste. Natif de Chicago, aux États-Unis, il a grandi en Irlande.

## The Prayer Boat
Tinley a été le leader du groupe folk/indie The Prayer Boat, formé à Blessington, County Wicklow. Ce groupe n'est pas officiellement séparé même s'ils n'ont plus joué ensemble pendant plusieurs années (depuis 1999, concert à Amsterdam).

## Carrière solo

### Voyages
Après douze années passées comme leader du groupe, il décide d'essayer de changer de vie et de musique. Après avoir vécu aux Pays-Bas, au Danemark et aux États-Unis. Il finit par s'installer au Danemark et commence à travailler avec plusieurs musiciens de jazz comme le bassiste Martin Spure, le batteur Nikolaj Byndvig, et le pianiste Allin Bang. Après plusieurs mois le guitariste hollandais Marijn Slager rejoint le groupe. Patrick Tinley, frère d'Emmett, aussi membre du groupe The Prayer Boat participa à l'enregistrement à la guitare espagnole.
Les nombreux séjours dans des endroits comme Amsterdam, Swords, à côté de Dublin, et Aarhus au Danemark ainsi que Paris, New York ou Chicago ont inspiré ses compositions.

### Attic Faith
Emmett Tinley a enregistré son premier album solo intitulé "Attic Faith" chez Atlantic Records le 15 avril 2005, sous la direction de Victor Van Vugt, qui avait déjà travaillé avec de nombreux artistes comme Nick Cave, Beth Orton and PJ Harvey et remporté des victoires musicales comme producteurs ou ingénieur du son. Cet album a été enregistré à New York, Dublin et à Londres.